# Maria do Mar
Maria do Mar (1930) é um filme mudo português, realizado por Leitão de Barros.
É a primeira docuficção e também a primeira etnoficção do cinema português (metragem original: 3000 metros, metragem conservada: 2138 metros) e a segunda mundial depois de Moana (1926), de Robert Flaherty.
Estreia em Lisboa, nos cinemas Odeon e São Luiz, a 20 de Maio de 1930 e na cidade do Porto, no cinema Águia de Ouro, a 9 de Junho do mesmo ano.

## Ficha sumária
- Formato: 35 mm p/b
- Rodagem: Outubro de 1928

## Sinopse
Na praia da Nazaré, o arraias Falacha comete um erro que leva à morte de alguns dos seus conterrâneos. O marido da tia Aurélia é uma das vítimas e ela nunca perdoará o erro à família do arrais. Perseguido pela desgraça, Falacha suicida-se. Certo dia, a filha dele é salva de morrer afogada por Manuel, filho da tia Aurélia.

## Enquadramento histórico
Maria do Mar, «a película inicial da geração dos anos trinta», é a segunda etnoficção mundial e uma das primeiras docuficções, contemporâneas com as de Robert Flaherty, inventor de ambos os géneros. Nas primeiras obras de Leitão de Barros são consensuais as influências de alguns filmes expressionistas alemães, da escola russa de Pudovkine, Eisenstein, Dvojenko e do cultismo americano.
Alguns desses filmes foram projectados nessa época em Portugal. Letão de Barros desloca- se entretanto à Polónia onde, segundo disse, «o corvo viu a fotografia da Nazaré».
Realismo, audácias formais, o sentido do ritmo na montagem são algumas dessas influências.
Leitão de Barros assimilou facilmente o essencial dessas tendências e adoptou-as para explorar temas nacionais.
O filme suscitou curiosidade em certa imprensa estrangeira: A Revue du Cinema deu-lhe «honras de gravura» na primeira página e a Close-up, «cuja crítica era universalmente temida, dedicou-lhe nada menos de cinco páginas».
Na obra há passagens que alguns dos primeiros estudiosos do cinema português equiparam a algumas das mais célebres de Eisenstein, mau grado a denuncia que fazem de outras que têm a ver com a presença do «cão raivoso e da cigana, demasiado convencionais e de circunstância».

## Ficha artística
- Rosa Maria – Maria do Mar
- Oliveira Martins – Manuel
- Adelina Abranches – Tia Aurélia
- Alves da Cunha – Falacha
- Perpétua dos Santos – mulher do Falacha
- Álvaro Horta e Costa – Peru
- Maria Leo – amiga da Maria do Mar
- António Duarte – Lacraio
- Celestino Pedroso – Coronel
- Mário Duarte – médico
- Rafael Alves – oficial
- Galiana Marraças – nazarena
- Bernardina – nazarena